# Конвой Палау — Рабаул (03.10.43 — 10.10.43)
Конвой Палау — Рабаул (03.10.43 — 10.10.43) — японський конвой часів Другої світової війни, проведення якого відбувалось у жовтні 1943 року.
Конвой сформували у важливому транспортному хабі Палау (на заході Каролінських островів), при цьому місцем призначення був Рабаул на острові Нова Британія — головна передова база японців, з якої провадились операції на Соломонових островах та сході Нової Гвінеї. До складу конвою увійшли транспорти «Касю-Мару», «Мексико-Мару», «Мітакесан-Мару» і «Тойоока-Мару», тоді як склад ескорту наразі невідомий.
3 жовтня 1943 року судна вийшли з Палау та попрямували на південний схід. Вночі 8 жовтня менш ніж за дві сотні кілометрів на північ від острова Манус (острови Адміралтейства) конвой атакував підводний човен Guardfish. Дві із трьох торпед поцілили «Касю-Мару», яке затонуло протягом 17 хвилин. Загинув один член екіпажу.
10 жовтня інші судна конвою прибули до Рабаула.